# Faustball-Europacup der Männer 2015
Der Faustball-Europacup der Männer 2015 im Faustball auf dem Feld fand am 3. und 4. Juli 2015 in Linz statt. Der ausrichtende Verein war der FBC ABU Linz Urfahr. Den Titel gewann der deutsche Vertreter TSV Pfungstadt mit einem 4:1-Erfolg gegen den Gastgeber. Der Faustball-Europacup der Männer auf dem Feld wurde bereits zum siebten Mal in Linz ausgetragen.

## Teilnehmer
Vier Mannschaften aus den drei führenden europäischen Faustball-Ländern nahmen am Europacup teil:
 Deutschland
- TSV Pfungstadt (Meister)

 Österreich
- FBC ABU Linz Urfahr (Meister)

 Schweiz
- Faustball Widnau (Meister, Titelverteidiger)
- SVD Diepoldsau (Vizemeister)

## Spielplan
Die vier teilnehmenden Teams spielten in zwei Halbfinals die beiden Finalisten aus. Es wurde in allen vier Begegnungen auf vier Gewinnsätze gespielt.

### Halbfinale
| Freitag, 3. Juli 2015 |      |                     |   |                          |                                      |
| 17:00 Uhr             | Linz | TSV Pfungstadt      | – | Faustball Widnau         | 4:1 (11:7, 11:5, 8:11, 11:6, 12:10)  |
| 19:00 Uhr             | Linz | FBC ABU Linz Urfahr | – | SVD Diepoldsau-Schmitter | 4:1 (11:9, 12:10, 11:7, 13:15, 11:6) |

### Platzierungsspiele
| Samstag, 1. Juli 2015 |           |      |                  |   |                          |                                    |
| Platz 3               | 17:00 Uhr | Linz | Faustball Widnau | – | SVD Diepoldsau-Schmitter | 4:0 (11:6, 11:6, 11:4, 11:7)       |
| Finale                | 19:00 Uhr | Linz | TSV Pfungstadt   | – | FBC ABU Linz Urfahr      | 4:1 (11:5, 11:6, 6:11, 11:6, 11:6) |

## Schiedsrichter
Jeweils ein Schiedsrichter aus den teilnehmenden Nationen wurde als Schiedsrichter beim Europacup der Männer eingesetzt.
| Name            | Land        | Einsätze                           | Einsätze                           |
| Name            | Land        | Halbfinale                         | Finalspiele                        |
| --------------- | ----------- | ---------------------------------- | ---------------------------------- |
| Olaf Niemann    | Deutschland | Linz Urfahr – Diepoldsau-Schmitter |                                    |
| Daniel Müller   | Schweiz     |                                    | F / Pfungstadt – Linz Urfahr       |
| Andreas Sigmund | Österreich  | Pfungstadt – Widnau                | P3 / Widnau – Diepoldsau-Schmitter |

## Endergebnis
| Platz | Land                     |
| ----- | ------------------------ |
| 1.    | TSV Pfungstadt           |
| 2.    | FBC ABU Linz Urfahr      |
| 3.    | Faustball Widnau         |
| 4.    | SVD Diepoldsau-Schmitter |